# Baganapoun
Baganapoun est une commune rurale située dans le département de Pouni de la province de Sanguié dans la région du Centre-Ouest au Burkina Faso.

## Éducation et santé
Un centre de santé et de promotion social (CSPS) est créé en 2014 mais, faute de matériel, ne peut ouvrir qu'en octobre 2018 après la livraison du mobilier médical.